# Loraine Henkel
Pour les articles homonymes, voir Henkel (homonymie).
Loraine Henkel est une ancienne joueuse allemande de volley-ball née le 12 février 1988 à Alzenau. Elle mesure 1,90 m et jouait au poste de centrale. 

## Clubs
| Club                  | De        | À         |
| --------------------- | --------- | --------- |
| TV Großwelzheim       | 2003-2004 | 2003-2004 |
| TV Mömlingen          | 2004-2005 | 2004-2005 |
| ASV Dachau            | 2005-2006 | 2005-2006 |
| Allgäu Team Sonthofen | 2006-2007 | 2007-2008 |
| Rote Raben Vilsbiburg | 2008-2009 | 2010-2011 |
| Vandœuvre Nancy VB    | 2011-2012 | 2011-2012 |
| SES Calais            | 2012-2013 | 2012-2013 |
| DJK SB München-Ost    | 2015-2016 | 2015-2016 |

## Palmarès
- Championnat d'Allemagne
  - Vainqueur : 2010.
- Coupe d'Allemagne
  - Vainqueur : 2009.
- Coupe de France
  - Finaliste : 2013.